# Hermann Ulm
Hermann Ulm (* 18. Oktober 1976 in Forchheim) ist ein deutscher Kommunalpolitiker (CSU) und seit 1. Mai 2014 Landrat des Landkreises Forchheim.

## Lebenslauf
Nach der Grundschule Ehrenbürg in Mittelehrenbach besuchte er von 1987 bis 1996 das Ehrenbürg-Gymnasium in Forchheim. Anschließend studierte Ulm Lehramt an der Otto-Friedrich-Universität Bamberg, die Zweite Staatsprüfung für das Lehramt an Hauptschulen schloss er 2003 ab. 2007 promovierte er zum Doktor der Philosophie am Institut für Geographie der Universität Erlangen-Nürnberg. Ab 2010 war er Konrektor an der Grund- und Mittelschule Kirchehrenbach, ab 2011 Lehrbeauftragter für Geographie und Geographiedidaktik an der Universität Erlangen-Nürnberg.

## Politische Laufbahn
Von 2008 bis 2014 war er als Nachfolger seines Vaters Helmut Ulm Bürgermeister der Gemeinde Kunreuth. Bei der Landratswahl am 16. März 2014 erhielt Ulm bei einem Gegenkandidaten 68,74 % der Stimmen und trat am 1. Mai 2014 die Nachfolge von Reinhardt Glauber (Freie Wähler) an. Ulm ist u. a. Aufsichtsratsvorsitzender der Klinik Fränkische Schweiz gGmbH, 1. Vorsitzender im Naturpark Fränkische Schweiz-Veldensteiner Forst und 1. Vorsitzender im Tourismusverband/Gebietsausschuss Fränkische Schweiz.

## Privates
Ulm ist evangelisch, verheiratet und hat drei Kinder.